# Félix Enciso Castrillón
Félix Enciso Castrillón, que firmaba Félix Castrillón y usó a veces el seudónimo de Tirso de Cepira (Madrid, ca. 1780 - ¿1840?) fue un pedagogo, periodista, traductor, poeta y dramaturgo español.

## Biografía
Se formó en los Reales Estudios de San Isidro y en 1789 publicó un soneto en el Diario Curioso, Erudito y Comercial; diez años después inició su fecunda actividad dramática al tiempo que intentaba publicar, sin éxito, una Enciclopedia del amor, con el diccionario de esta ciencia (1799), un Diario de Ciencias (1800) y un Diario de las Bellas Letras (1803).
Desde entonces adquirió una rápida fama con estrenos de traducciones y piezas originales en el teatro del Príncipe y el teatro de los Caños del Peral de Madrid y en los de Cádiz. Se convirtió, según Emilio Cotarelo y Mori, en una especie de "poeta oficial de los Caños del Peral", especializado en teatro lírico y ópera italiana, contando con la ayuda de su gran amigo el actor Isidoro Máiquez. Fue, como Samaniego, profesor en el Seminario de Nobles de Vergara entre 1808 y 1818 y, desde su creación en 1831, en el Real Conservatorio de Madrid; enseñó Retórica y Poética en el Seminario de Nobles de la misma ciudad entre 1835 y 1836 y fue asimismo, desde 1838, Catedrático interino de Literatura en la Universidad de Madrid. Como pedagogo compuso manuales o tratados sobre elocuencia sagrada y forense y unos Principios de literatura acomodados a la declamación (1832); original es su Ensayo de un poema sobre la poesía (1799), en que analiza y clasifica los géneros dramáticos antiguos y modernos; por ejemplo, sobre el nuevo drama sentimental o comédie larmoyante, escribe:
Son útiles [para hacer al público amar la virtud y aborrecer el vicio] y puede verse con gusto que quebranten una de las reglas del teatro por el placer que causan al corazón y por la lección moral que presentan [...] Así estos dramas encuentran por lo común el aplauso y basta un talento regular para escribirlos
Compuso además una miscelánea dialogada en tres volúmenes sobre cuestiones naturales y literarias, Las conversaciones de mi viaje (1805) y también adoptó con intenciones didácticas la modalidad del diálogo en su Nomenclatura de las bellas letras (1820). 
Entre piezas traducidas y originales se le debe un centenar de títulos. Tradujo entre 1799 y 1834 piezas dramáticas del francés y el italiano (Jean Racine, Jean-François Regnard, Marivaux, Philippe Néricault Destouches, Alexis Piron, Charles-Albert Demoustier, Beaumarchais, Jean Pierre Claris de Florian, Alexandre Duval, Delavigne, Louis-Benoît Picard, Carlo Goldoni, August von Kotzebue...), para el teatro de los Caños del Peral y también tradujo dramas sentimentales y comedias jocosas y de carácter. También tradujo narrativa: brilla especialmente su versión de una famosa novela del Romanticismo, I promesi sposi ("Los novios") de Alessandro Manzoni, publicada en 1833.
Destacan sus adaptaciones de piezas del Siglo de Oro a los nuevos tiempos, como la comedia de Agustín Moreto Persecuciones y amparos del Príncipe Segismundo (1816), Abre el ojo de Francisco de Rojas Zorrilla, Las muñecas (que adaptaba Las muñecas de Marcela de Álvaro Cubillo de Aragón) o La casualidad contra el cuidado (refundición de El celoso extremeño de Antonio Coello). 
Entre su teatro original, de inspiración clasicista, destacan títulos como La defensa de Vigo (escrita en su mayor parte en gallego), El espejo mágico o El bachiller Bodega. En cuanto a su teatro musical original, compuso los libretos de varias óperas: Pamela casada, La biblioteca de zapatos) y operetas (Los maridos solteros, Proyectos de una función, Un cuarto de hora de silencio) 
Un grupo especial de su obra es el teatro político que animó a los patriotas a combatir a Napoleón durante la Guerra de la Independencia. Liberal, editó junto a Mariano Carnerero el periódico Tertulia Patriótica de Cádiz (desde el 17 de octubre de 1810 hasta el 15 de febrero de 1811). En agosto de 1811, cuando el periodista jacobino Pedro Pascasio Fernández Sardino fue detenido, se encargó editar los cuadernos Apuntes sobre el bien y el mal de España del abate Gándara.

## Obras principales

### No ficción
- Ensayo de un poema de la Poesía (Madrid, 1799).
- Las conversaciones de mi viaje, o Entretenimientos sobre varios puntos de historia natural y literatura. Trátanse en ellas varios puntos de historia natural que son poco conocidos, se insertan noticias muy útiles, fragmentos de obras muy raras, versos originales, etcétera (Madrid: imprenta de Repullés, 1805, 3 vols.).
- Rasgo poético al traje verdaderamente nacional con que la imperial y coronada villa de Madrid celebra la proclamación de nuestro muy amado soberano el Señor Don Fernando VII (Cádiz, 1808).
- Noticia exacta de lo ocurrido en la plaza de Cádiz e isla de León desde que el exército enemigo ocupó la ciudad de Sevilla, estudio publicado en Cádiz (1809), en cinco volúmenes.
- Cantata que a nombre del Real Seminario de Nobles de Madrid ofrece a los Reales Pies de la Reina N. S. en celebridad de su feliz llegada a España.
- Oración inaugural leída el 1 de octubre de 1816 en el salón del Real Seminario de Nobles por el maestro de Humanidades Enciso Castrillón (1816)
- Nomenclatura de las Bellas Artes (Madrid: imprenta de Rosa Sanz, 1820).
- Principios de literatura acomodados a la declamación extractados de varios autores extranjeros (1832)
- Sobre el estado actual de la instrucción pública, oración inaugural que el 18 de octubre de 1838 dijo en la universidad literaria de esta Corte..., 1838.
- Oración inaugural que el 18 de octubre de 1839 dijo en la Universidad Literaria de esta Corte D. Félix Enciso Castrillón..., 1839.
- Lecciones y modelos de elocuencia sagrada y forense. Obra extractada de los más célebres escritores nacionales y extranjeros..., Madrid: Librería de la Viuda de Calleja, 1840, 2 vols.

### Teatro
- La Dorotea (Madrid, 1804).
- La defensa de Vigo
- El espejo mágico
- El bachiller Bodega.
- Los lacónicos o la trampa descubierta (1806), opereta.
- Aviso a los casados (Madrid, 1808).
- El divorcio por amor (Madrid, 1808).
- Marica la del puchero (Madrid, 1808).
- El sueño, drama en un acto (Madrid, 1808).
- El sermón sin fruto o sea Josef Botellas en el Ayuntamiento de Logroño (Madrid, 1808).
- La defensa de Gerona (Madrid, 1808).
- Defensa de Valencia y castigo de traidores, comedia en cuatro actos. Se representó en el teatro de la Cruz (Madrid, 29 de octubre de 1808), y fue reimpresa en Cádiz, 1808, y en Valencia, aquí con el título invertido: El escarmiento de traidores y defensa de Valencia, 1809.
- Las cuatro columnas del trono español (Cádiz, 1809), opereta alegórica cantada en el teatro de Cádiz el 30 de mayo de 1809 para celebrar los días de Fernando VII.
- Una fineza de Inglaterra o sea la libertad de las tropas españolas que estaban en el Norte, drama en tres actos dedicado a Diego Duff, representado en el teatro de Cádiz el 4 de junio de 1809, para celebrar los días de Jorge III.
- Enciso con Las vísperas sicilianas (1813).
- Seguir dos liebres a un tiempo es quedarse sin ninguna, representada en Cádiz en 1813.
- La comedia de repente (1814).
- El teatro sin actores (1814).
- El joven de sesenta años (Madrid, 1815).
- Los enredos de un curioso
- El amor por el tejado, refundición de Álvaro Cubillo de Aragón.
- Pamela casada (libreto de ópera)
- La biblioteca de zapatos (libreto de ópera)
- Los maridos solteros (opereta)
- Proyectos de una función (opereta)
- Un cuarto de hora de silencio (opereta)